# Línia RT1 (Rodalia de Tarragona)
La línia RT1 fou un servei ferroviari de rodalia de la Rodalia de Tarragona que formava part de Rodalies de Catalunya; era operat per Renfe Operadora i circulava per les línies de ferrocarril d'ample ibèric propietat d'Adif. El servei connectava les estacions de Reus i Tarragona.
La línia va entrar en servei el 20 de març del 2014 amb la creació del nucli de rodalia del Camp de Tarragona juntament amb la línia RT2, unint Reus amb Tarragona, principalment com a reforç del servei regional entre les 2 poblacions de les línies R14 i R15.
El funcionament de la línia es va aturar el 25 de març de 2020 a causa de la reducció de serveis de l'operadora originats per la pandèmia de COVID-19 i durant un període indefinit.

## Estacions
| Estació   | Municipi  | Correspondències | Serveis                            |
| --------- | --------- | ---------------- | ---------------------------------- |
| Tarragona | Tarragona |                  | Aparcament · Servei d'autobús urbà |
| Vila-seca | Vila-seca |                  | Aparcament                         |
| Reus      | Reus      |                  | Aparcament · Servei d'autobús urbà |